# 猛鬼大廈
《猛鬼大廈》是1989年上映的一部香港鬼怪喜劇片，由劉鎮偉執導，片中劇情延續《霸王女福星》的演員陣容。

## 劇情介紹
在一次由警司胡楓命令手下吳君如、關秀媚、柏安妮及自己的外甥女張敏假扮成日本舞女和販賣偽鈔電板的歹徒大傻成奎安在楓林大廈裡進行交易，不料大廈有鬧鬼的傳聞，樓南光則因為疑心老婆和自己的上司偷情，偷偷跟蹤到大廈裏頭，在追打上司的過程中，意外射傷一名女性，仔細查看原來是一名女鬼，樓逃回眾人住處敘述經過，但眾人皆不採信，直到眼見為憑...
眾人在大廈裏頭不停的逃竄時遇見了法師，經過法師的敘述得知需要女鬼打入鬼門關才能擺脫冤鬼纏身，然而女鬼亦利用大傻和樓等人對峙。最後女鬼利用血魔出竅，犧牲自己，但是被她鮮血沾染到的人會引來方圓百里的厲鬼們的追殺，法師則教授吳君如請靈童上身，其他人亦化身為天兵天將收服群妖，最後平安逃出大廈。

## 人物角色
| 角色名稱    | 演員   | 備註 |
| ----------- | ------ | --- |
| 易辦事      | 樓南光 | 牽牛花之夫，与新婚妻子自泰国蜜月。返回后，适逢阿信警司为侦破一起伪钞案，令易妻与两名女警连同外甥女小敏组成卧底队伍，追击调查。           |
| 牽牛花/靈童 | 吳君如 | 易辦事之妻。 |
| 阿信        | 胡楓   | 警司，阿敏的舅舅，易辦事、牽牛花、安娜之上司，侦破一起伪钞案。令易妻与两名女警连同外甥女小敏组成卧底队伍，与香港嫌犯大傻在枫林大厦接洽。 |
| 阿敏        | 張敏   | 阿信警司的外甥女 |
| 不具名      | 關秀媚 | |
| 安娜        | 柏安妮 | |
| 大傻        | 成奎安 | 香港嫌犯。伪钞案的发动者。他被猛鬼缠身。                                                                                                 |
| 搬家路人    | 曹查理 | 客串演出，為大廈看更保安的妹妹的男朋友。一度被易辦事當做與妻子通姦的阿信而爆打，倒楣至極。                                               |
| 法師        | 袁祥仁 | |
| 房東        | 羅蘭   | 大廈的包租婆，被女鬼所殺 |
| 女鬼        | 張采眉 | |
| 火雲邪神    | 曹達華 | 最後使出萬佛朝宗將眾鬼送進鬼門關 |

## 經典橋段
- 電影《回魂夜》裡頭無頭女鬼低著頭搶錢的梗原自於此。
- 電影《西遊記第壹佰零壹回之月光寶盒》二當家看到蜘蛛精與白骨精嚇得說話語無倫次的對白原型於此。

［我們豬圈裡頭的母豬生生生...生了兩隻小豬,一一一...一隻有八八八..八條腿,另外一隻頭有四百多斤重啊!］
- 電影《西遊記第壹佰零壹回之月光寶盒》二當家被蜘蛛精拉的頭髮都豎起來也是參照此片電梯情節